# In buone mani 2
In buone mani 2 (Sen Büyümeye Bak 2) è un film del 2024 diretto da Ketche, sequel del film del 2022 In buone mani.

## Trama
Dopo aver perso sua madre, un bambino dovrà affrontare la sua infanzia con un padre alcolista e una madre che non c'è più.

## Distribuzione
Il film è stato distribuito sulla piattaforma Netflix a partire dal 23 maggio 2024.